# Batallón de Ingenieros de Combate 141
El Batallón de Ingenieros de Combate 141 (B Ing Comb 141) fue una unidad del Ejército Argentino basada en la Guarnición Militar Santiago del Estero y subordinada al Comando del III Cuerpo de Ejército.

## Historia
El Batallón de Ingenieros de Combate 141 aportó personal para la formación de la Fuerza de Tareas «Rayo», que tenía su Base de Combate en Ingenio Fronterita.
El 21 de mayo de 1976 y por Orden Parcial N.º 405/76 del Comando General del Ejército, se adecuaron las jurisdicciones para intensificar la lucha contra la guerrilla. El B Ing Comb 141 se encargó del Área 312 con jurisdicción en la provincia de Santiago del Estero.
El 17 de mayo de 1976 el soldado y estudiante Hugo Milscíades Concha López fue víctima de desaparición forzada; se lo vio por última vez en la «Escuelita de Famaillá». El 3 de septiembre de 1976 desapareció el soldado Germán Francisco Cantos.